# Гаролд Кічінґ
Гаролд Кічінґ (англ. Harold Kitching, 31 серпня 1885 — 18 серпня 1980) — британський академічний веслувальник.
Бронзовий призер Олімпійських Ігор 1908 року в складі вісімки.